# 烈火戰將
《烈火戰將》（英語：Fire Down Below）是一部1997年美國動作片，由菲立斯·安立奎茲·艾爾卡拉執導，史蒂芬·席格主演。劇情講述席格飾演的美国国家环境保护局（EPA）探員調查肯塔基州的一座礦山，幫助當地人免受惡劣財團的威脅及環境汙染。電影1997年9月5日美國上映，差評如潮，入圍四項金酸莓獎。

## 演員
- 史蒂芬·席格飾演EPA探員傑克·泰格（EPA Agent Jack Taggert）
- 瑪格·海根柏格飾演莎拉·凱洛格（Sarah Kellogg）
- 哈里·迪恩·斯坦頓飾演「棉花哈利」哈利（Harry 'Cotton Harry'）
- 史帝芬·朗飾演厄爾·凱洛格（Earl Kellogg）
- 克里斯·克里斯托佛森飾演老奧林·漢納（Orin Hanner Sr.）
- 約翰·狄伊（英语：John Diehl）飾演EPA探員法蘭克·艾金斯（EPA Agent Frank Elkins）
- 布萊德·杭特（英语：Brad Hunt (actor)）飾演小奧林·漢納（Orin Hanner Jr.）
- 李翁·赫姆（英语：Levon Helm）飾演巴布·古道爾牧師（Reverend Bob Goodall）
- 馬克·科利（英语：Mark Collie）飾演哈奇（Hatch）
- 艾德·布魯斯（英语：Ed Bruce）飾演勞埃德·福利警長（Sheriff Lloyd Foley）
- 李察·馬索（英语：Richard Masur）飾演菲爾·普拉特（Phil Pratt）
- 蘭迪·崔維斯（英语：Randy Travis）飾演肯·亞當斯（Ken Adams）
- 馬帝·史都華（英语：Marty Stuart）飾演他自己
- 崔維斯·崔特（英语：Travis Tritt）飾演他自己
- 厄尼·里夫利（英语：Ernie Lively）飾演陶德（Todd）
- 肯恩·哈德飾演保鑣

## 製作
電影的主體拍攝於1996年9月9日開始，拍攝地包含肯塔基州和洛杉矶。

## 外部連結
- 互联网电影数据库（IMDb）上《烈火戰將》的资料（英文）
- AllMovie上《烈火戰將》的资料（英文）
- Box Office Mojo上《烈火戰將》的資料（英文）
- 爛番茄上《烈火戰將》的資料（英文）